# Gauthier Klauss
Gauthier Klauss (* 17. prosince 1987 Épinal) je bývalý francouzský vodní slalomář, kanoista závodící v kategorii C2. Jeho partnerem v lodi byl Matthieu Péché. Kariéru ukončil v roce 2018 po vyřazení kategorie C2 ze šampionátů i Světového poháru.
Na světových šampionátech vybojoval s francouzským týmem od roku 2010 čtyři zlaté medaile ze závodů hlídek, z individuálních závodů deblkánoí má bronz z MS 2015 a zlato z MS 2017.
Dvakrát startoval na letních olympijských hrách, při premiéře v Londýně 2012 skončila jeho loď na čtvrtém místě. V Riu 2016 si o jednu pozici polepšil a získal tak bronzovou medaili.